# هینزویل (جورجیا)
هینزویل (به انگلیسی: Hinesville) یک شهر در ایالات متحده آمریکا است که در شهرستان لیبرتی، جورجیا واقع شده‌است. هینزویل ۴۲٫۳ کیلومتر مربع مساحت و ۳۳٬۴۳۷ نفر جمعیت دارد و ۲۳ متر بالاتر از سطح دریا قرار دارد.